# Jean de Coutances

## Biographie
Jean est le neveu de Gautier de Coutances, évêque de Lincoln (1183-1184) puis archevêque de Rouen (1184-1207).
Trésorier du diocèse de Lisieux en 1182, il devient archidiacre d'Oxford (1183) puis doyen de Rouen (1188). En 1196, il est élu évêque de Worcester.

### Sources
- (en) Cet article est partiellement ou en totalité issu de l’article de Wikipédia en anglais intitulé « John of Coutances » (voir la liste des auteurs).